# Рамбхадрачарья Свами
Джагадгуру Раманандачарья Свами Рамбхадрачарья (санскр. जगद्गुरुरामानन्दाचार्यस्वामिरामभद्राचार्यः, IAST: jagadguru-rāmānandācārya-svāmi-rāmabhadrācāryaḥ, в миру Гиридхар Мишра, род. 14 января 1950) — индуистский духовный учитель, религиозный деятель, учёный — санскритолог полиглот, поэт, комментатор священных текстов, философ, композитор, певец, сценарист и исполнитель традиционной катхи из г. Читракут, Индия. С 1988 года занимает пост одного из Джагадгуру Раманандачарьев (патриархов религиозно-философской школы Рамананда-сампрадаи).
Свами Рамбхадрачарья — основатель и глава Тулси-питха, центра религиозного и социального служения в Читракуте, названного так в честь святого Тулсидаса. Также он является основателем и пожизненным ректором Университета Рамбхадрачарьи для инвалидов (Jagadguru Rambhadracharya Handicapped University), предоставляющего высшее образование исключительно для студентов с ограниченными возможностями, а также располагающего магистратурой/докторантурой. Свами Рамбхадрачарья слеп с двухмесячного возраста, однако в своём обучении или творчестве никогда не использовал шрифт Брайля и подобные вспомогательные средства.
Свами Рамбхадрачарья владеет 22 языками, пишет стихи и прозу на санскрите, хинди, авадхи, майтхили, и нескольких других языках. Его перу принадлежит более 90 книг и 50 рукописей, включая комментарий на поэму Тулсидаса «Рамачаритманаса» (на хинди), санскритский стихотворный комментарий на «Аштадхьяи», санскритский комментарий на Прастханатрайю и четыре эпические поэмы (в числе которых поэма Аштавакра). Будучи одним из лучших в Индии специалистов в области творчества Тулсидаса, он опубликовал научное критическое издание поэмы Шри Рамачаритманас. Свами Рамбхадрачарья — популярный рассказчик «Рамаяны» и «Бхагаватам». Его программы регулярно проходят в различных городах Индии и за рубежом, а также транслируются по телевизионным каналам Sanskar TV и Sanatan TV.
В 2015 году награждён второй по высоте гражданской наградой Индии Падма Вибхушан.